# Унрю (авианосец)
«Унрю» (яп. 雲龍, дракон, летящий по небу на облаке) — японский авианосец, головной представитель типа «Унрю».
«Унрю» был заказан в рамках Экстренной программы пополнения Императорского флота Японии в 1941 году. Строительством его в 1942—1944 годах занимался Арсенал флота в Йокосуке.
Авианосец вступил в строй на завершающем этапе Второй мировой войны на Тихоокеанском театре военных действий, когда у японцев уже не хватало ни палубных самолётов, ни лётчиков, в связи с чем никогда не получал полноценной авиагруппы. Первые четыре месяца службы с августа по декабрь 1944 года он провёл во Внутреннем Японском море, занимаясь боевой подготовкой. Первый же поход за его пределы стал для корабля последним — 19 декабря 1944 года на переходе из Курэ в Манилу он был последовательно поражён двумя торпедами с подводной лодки США «Редфиш». Вторая торпеда вызвала взрыв авиабензина и боеприпасов в носовых погребах, в результате чего «Унрю» затонул в течение 12 минут с большинством находившихся на борту.

## Строительство
В рамках подготовленного в 1941 году японским Морским генеральным штабом проекта Пятой программы пополнения флота изначально планировалось построить три тяжёлых авианосца типа «Модифицированный „Тайхо“». Однако при его уточнении два из трёх заменили на более простые средние авианосцы типа «Модифицированный „Хирю“» с водоизмещением 17 100 тонн и планируемой стоимостью 109,816 млн иен. Пятая программа в том виде так никогда и не была принята, однако часть планировавшихся по ней кораблей перешла на другие программы. В их число вошёл и один средний авианосец по модифицированному проекту «Хирю» водоизмещением 17 150 тонн, включённый в Экстренную программу пополнения флота 1941 года под временным номером 302. Средства на его постройку в размере 87,024 млн иен были выделены парламентом весной 1942 года.
Строить корабль № 302 предполагалось на всё том же Арсенале флота в Йокосуке, который в 1936—1939 годах построил «Хирю». Сроки строительства были сдвинуты на более позднее время из-за необходимости переделки проекта (получившего новый номер G-16) для исправления некоторых недостатков «Хирю» и для учёта опыта сражения у атолла Мидуэй. Закладка на стапеле корабля № 302, получившего имя «Унрю», состоялась 1 августа 1942 года. 21 сентября была утверждена Модифицированная пятая программа, предполагавшая строительство ещё 13 авианосцев по его образцу. На воду «Унрю» был спущен 25 сентября 1943 года. 15 апреля 1944 года командиром достроечного экипажа был назначен капитан 1-го ранга (тайса) Канамэ Кониси (яп. 小西要人), ранее последовательно командовавший крейсером «Абукума» и двумя дивизионами эсминцев. Он же стал командовать кораблём после его передачи флоту 6 августа.

## История службы

### Служба 6 августа — 10 декабря 1944 года
После вступления в строй 6 августа 1944 года «Унрю» был зачислен в состав 1-й дивизии авианосцев (ДАВ) Третьего флота. Через четыре дня к нему присоединился и второй представитель типа — «Амаги». Собиравшаяся из новейших авианосцев типа «Унрю» 1-я ДАВ должна была стать основой восстанавливающихся после сражения в Филиппинском море в июне 1944 года авианосных сил японского флота. На практике же лётного состава не хватало ни на восполнение потерь имевшихся авиагрупп, ни тем более на формирование новых. В результате авианосцы, не имевшие своих авиагрупп, стали использоваться как транспорты для перевозки самолётов и других грузов.
10—11 августа и ещё несколько дней «Унрю» совершал короткие пробные выходы в море из Йокосуки в Токийский залив. С 26 по 27 сентября авианосец в сопровождении эсминцев «Фуюдзуки» и «Симоцуки» перешёл в Курэ. Оттуда он выполнил учебные походы во Внутреннее море: с 30 сентября по 16 октября с заходами в Хасирадзиму (2-го), Мацуяму (со 2-го по 6-е), Ясиродзиму (с 6-го по 8-е) и Ясиму (8-го), и с 28 по 30 октября, совместно с «Амаги». После возвращения в Курэ 30 октября на «Унрю» поднял свой флаг командующий Третьим флотом вице-адмирал Одзава, перенеся его с линкора-авианосца «Хюга».
По всей видимости, это было связано с планами по созданию так называемого «Малого авианосного соединения» из «Унрю», «Амаги» и 4-х эсминцев типа «Акидзуки». Это соединение требовалось для выполнения операции «Дзимму-1»: ударам по американским кораблям и судам восточнее Филиппин и в районе залива Лейте. «Унрю» и «Амаги» для её проведения должны были получить следующие авиагруппы: 12 разведчиков D4Y «Суйсэй», 3 самолёта поддержания радиолокационного контакта B6N «Тэндзан», 6 самолётов противолодочного патруля D3A2 (все из состава 601-й авиагруппы), плюс сводный отряд истребителей (до 60 машин суммарно из 601-й авиагруппы, 308-го авиаотряда или же других частей). Но с наличием даже этого количества самолётов у японцев были проблемы, и в конечном итоге операция «Дзимму-1» была отменена. Вышедший в море 6 ноября «Унрю» 7-го был выделен для срочной переброски грузов на Лусон, и адмирал Одзава тогда же перенёс свой флаг на «Рюхо». После похода по Внутреннему морю авианосец вернулся в Курэ 12 ноября. 15 ноября Третий флот был расформирован, а 1-я ДАВ перешла в прямое подчинение Объединённому флоту.
27 ноября «Унрю» последний раз покинул Курэ для учебного похода по Внутреннему морю к Гунтё (ныне часть города Иё) и 10 декабря вернулся на базу. 7 декабря он был вновь выделен для переброски подкреплений на Лусон.

### Последний поход
Утром 13 декабря 1944 года в море Сулу был обнаружен огромный десантный флот американцев, и японское командование решило, что он направляется на Лусон (в действительно это были силы вторжения на Миндоро). Поэтому в тот же день «Унрю» получил новое задание, связанное с усилением обороны Филиппин: он должен был доставить в Манилу груз из взрывающихся катеров «Синъё», самолётов, боевых зарядных отделений торпед, автомобилей, в качестве пассажиров присутствовал военный и гражданский персонал. Что самое главное, груз включал в себя и 30 пилотируемых крылатых ракет «Ока», принадлежавших 721-й авиагруппе (она же «Дзинрай бутай» — «Отряд божественного грома»), на которые возлагались большие надежды по борьбе с американскими кораблями. «Рюхо» также должен был доставить подкрепления на Филиппины, но на неделю позже.
Выход в море изначально был намечен на 16 декабря. Для сопровождения «Унрю» командование выделило 52-й дивизион эсминцев из «Хиноки» и «Моми» типа «Мацу» (флаг капитана 1-го ранга Дзюити Ивагами на «Хиноки»). В полдень 15 декабря в Курэ из Сасэбо прибыл третий эсминец — «Сигурэ», последний уцелевший представитель типа «Сирацую». Более всего он был известен, как единственный из японских кораблей, переживших бой в заливе Велья в августе 1943 года и бой в проливе Суригао во время сражения в заливе Лейте в октябре 1944 года. Присутствие столь прославленной боевой единицы, как казалось, повышало шансы на успех похода. К тому времени уже стало известно, что американский флот шёл не на Лусон, а на Миндоро, но операция не была отменена, а перенесена на сутки — на утро 17 декабря. В соответствии с планом конвой должен был зайти в Мако 19 декабря и достичь Манилы вечером 21-го или утром 22 декабря. В случае успешного прибытия и разгрузки в Маниле «Унрю» должен был быть готов обеспечить прикрытие с воздуха соединению кораблей вице-адмирала Симы во время рейда на Миндоро. В силу состояния авиагруппы авианосца и практически полного отсутствия палубных лётчиков на Филиппинах прикрытие, вероятно, должно было заключаться в отвлечении на себя налётов американской авиации.
17 декабря в 8:30 соединение из «Унрю» и сопровождавших его трёх эсминцев покинуло Курэ. Из-за угрозы атак подводных лодок командовавший им капитан 1-го ранга Кониси решил идти в океан не через пролив Бунго на юго-восток, а через Симоносэкский пролив на запад. Покинув Внутреннее море, весь день 18 декабря корабли шли через шторм — отголосок тайфуна «Кобра», нанёсшего в то же самое время серьёзный урон и американскому 38-му оперативному соединению (среди его боевых единиц погибло 3 эсминца и многие получили повреждения). После того, как дважды засекали излучение американских радаров, предполагая, что отряд уже обнаружен, с наступлением темноты его курс был изменён, чтобы избежать встречи с противником.
В 9:00 19 декабря капитан 1-го ранга Кониси отдал приказ кораблям иметь боевую готовность № 3, готовность средств ПЛО № 2 и держать 18-узловой ход. Вскоре отряд вынужден был уклоняться от плавающей мины. К полудню погода несколько улучшилась, и в воздух подняли несколько самолётов боевого воздушного патруля. Через два часа соединение взяло курс на юг и вскоре вынуждено было снова уклоняться от плавающей мины. В 15:00 корабли охранения перестроились в порядок № 1: «Сигурэ» шёл спереди «Унрю», «Моми» по левому борту от него, «Хиноки» по правому. Погода и вместе с ней видимость вновь ухудшились, и в обнаружении подлодок теперь в основном стоило полагаться на акустиков. В 16:00 курс был вновь изменён на южный.
Курс этот вёл к американской подводной лодке «Редфиш» под командованием капитана 2-го ранга Луиса Д. Макгрегора. За десять дней до этого, в ночь на 9 декабря, ей вместе с другими подлодками не удалось потопить авианосец «Дзюнъё» (хотя он был поражён одной торпедой) и линкор «Харуна», поэтому сообщение радиоперехвата о приближении важного японского конвоя экипажем было воспринято с энтузиазмом. В 16:24 противолодочный самолёт сбросил на «Редфиш» глубинную бомбу, что окончательно убедило Макгрегора, что цель рядом. В 16:25 он заметил в перископ мачту одного корабля, потом второго, а в 16:27 и камуфлированный силуэт эскадренного авианосца. Более того, на идущем противолодочным зигзагом японском соединении в 16:29 вновь изменили курс, и теперь он вёл прямо на подлодку. Авианосец сходился с ней под углом 30° по правому борту, что давало идеальную позицию для атаки. В 16:37 (16:35 по японским данным) «Редфиш» выпустила по «Унрю» шесть торпед с дальности 1,3 км. За несколько минут до этого подлодка по правому борту была засечена японскими акустиками, а затем с борта авианосца увидели четыре (прошедшие в стороне ещё две японцы не заметили) идущие на него торпеды. Для уклонения командир корабля приказал начать на полном ходу поворот на правый борт, зенитные орудия открыли шквальный огонь, пытаясь поразить торпеды. Авианосец успел развернуться на 10°, когда три торпеды прошли перед самым носом, а четвёртая поразила его прямо под островную надстройку.
Взрыв торпеды уничтожил пост управления электроэнергетической установкой (все находившиеся там члены экипажа погибли), были затоплены котельные отделения № 1, 2 и носовой отсек генераторов, начался пожар среди легковоспламеняющихся грузов в ангаре и в кубрике № 2. Самой же серьёзной проблемой стала потеря хода. На момент попадания «Унрю» шёл крейсерским ходом, имея под парами котлы № 2, 3, 6 и 7, котлы № 1 и 8 работали в дежурном режиме, а № 4 и 5 были полностью холодными. Помимо затопления котельных отделений, от сотрясения при взрыве торпеды были повреждены паровые магистрали носовой группы котлов (№ 1—4), на кормовой же группе котлов (№ 5—8), вероятно, выбило предохранительные клапаны. Пар перестал поступать на турбозубчатые агрегаты, в результате чего корабль потерял ход и был обесточен. Завершив по инерции правый разворот, он замер с креном в 3° на правый борт.
В 16:42 «Редфиш» произвела по «Хиноки» четырёхторпедный залп из кормовых аппаратов. Эсминец уклонился от торпед, но по-прежнему не смог обнаружить и атаковать подлодку. Тем временем на «Унрю» смогли потушить пожары в ангаре и в кубрике № 2, выровняли крен, сбросив часть груза за борт, и обеспечили аварийное электропитание, запустив кормовой дизель-генератор. Удалось запустить котёл № 8, однако давление пара в нём ещё не позволяло кораблю дать ход.
Пользуясь тем, что эсминцы так и не обнаружили подлодку, и что удалось перезарядить один из кормовых аппаратов, капитан 2-го ранга Макгрегор решил повторить атаку. В 16:50 (по американским данным) «Редфиш» выпустила по неподвижному «Унрю» с дальности 1 км одну торпеду Mk 23. Уклоняться от неё авианосец не мог, и несмотря на стрельбу зениток, в 16:45 (по японским данным) торпеда поразила корабль в правый борт в район носового подъёмника. Предположительно, её попадание привело к детонации носового погреба авиационных боеприпасов, вслед за которыми последовали носовые цистерны авиабензина и хранившиеся на нижнем ярусе ангара боевые части крылатых ракет «Ока». Взрыв по меньшей мере 40 тонн взрывчатки и 100 тонн авиабензина стал фатальным для «Унрю»; он стал быстро валиться на правый борт, зарываясь носом в воду. В течение нескольких минут крен достиг 30°, и капитан 1-го ранга Кониси приказал оставить корабль. Немногочисленные члены экипажа и пассажиры, успевшие собраться на накренившейся лётной палубе, покинули его, прокричав трижды здравицу императору. Сам Кониси, старший помощник капитан 1-го ранга Аоки и ещё ряд офицеров остались на мостике; часть артиллеристов также до последнего оставались на своих постах, пытаясь поразить подлодку. В 16:57 (по японским данным, в 17:03 по американским) «Унрю» ушёл под воду носом вперёд с креном почти 90° на правый борт. Это произошло в Восточно-Китайском море, примерно в 200 км юго-восточнее Шанхая, в точке с координатами 29°59′ с. ш. 124°03′ в. д..

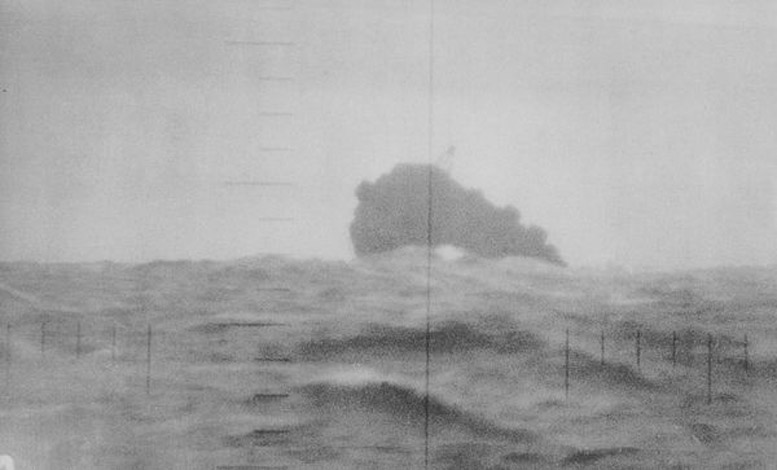
Снимок уходящего под воду «Унрю», сделанный через перископ «Редфиш».

Вместе с «Унрю» погибли 63 офицера (включая командира авианосца Кониси, старпома Аоки и старшего штурмана капитана 3-го ранга Синбори) и 1172 старшин и матросов, а также неустановленное количество находившихся на борту пассажиров (по именам известно только 6). «Моми» принял на борт всего 146 выживших, в том числе одного офицера (раненого младшего штурмана Хироси Морино), 87 старшин и матросов (в том числе 7 раненых), 57 пассажиров-военнослужащих (в том числе 12 человек из 1-го планёрного полка ЯИА) и одного гражданского.
Вскоре после этого на «Хиноки» заметили перископ подлодки и атаковали её. «Редфиш» пошла на срочное погружение, однако серия глубинных бомб накрыла её на глубине 45 метров, нанеся серьёзные повреждения. В 17:12 она замерла на глубине 65 метров и провела там ещё два часа, пока члены экипажа боролись за живучесть, а сверху слышался шум винтов и сбрасываемых бомб. К вечеру «Моми» и «Хиноки» ушли, направляясь в Такао (где 22-го оставили выживших с «Унрю»), однако «Сигурэ» остался до следующего утра, ожидая подлодку. Однако в темноте «Редфиш» смогла всплыть и уйти незамеченной в надводном положении. Прибыв на базу, она встала на занявший 5 месяцев ремонт и до конца Второй мировой войны более в боевые походы уже не выходила. На «Сигурэ» же в 9:45 20 декабря вышла из строя рулевая машина, и в связи с невозможностью догнать 52-й дивизион он повернул назад, прибыв в Сасэбо в 7:00 22 декабря. «Моми» и «Хиноки» в конечном итоге оказались в Маниле утром 4 января 1945 и погибли один за другим 5-го и 7-го, при налёте американской авиации и в бою с американскими эсминцами. Таким образом, «Сигурэ» в третий раз стал единственным японским кораблём, пережившим поход, хотя служба его после этого была недолгой — 24 января он был потоплен торпедой американской подлодки «Блэкфин».
1 января 1945 года «Унрю» вместе с 1-й ДАВ был формально передан в состав Второго флота, из списков его исключили 20 февраля.